# Cultura di Fremont

Area di diffusione della cultura Fremont

Area del Sudovest degli Stati Uniti e diffusione delle relative culture

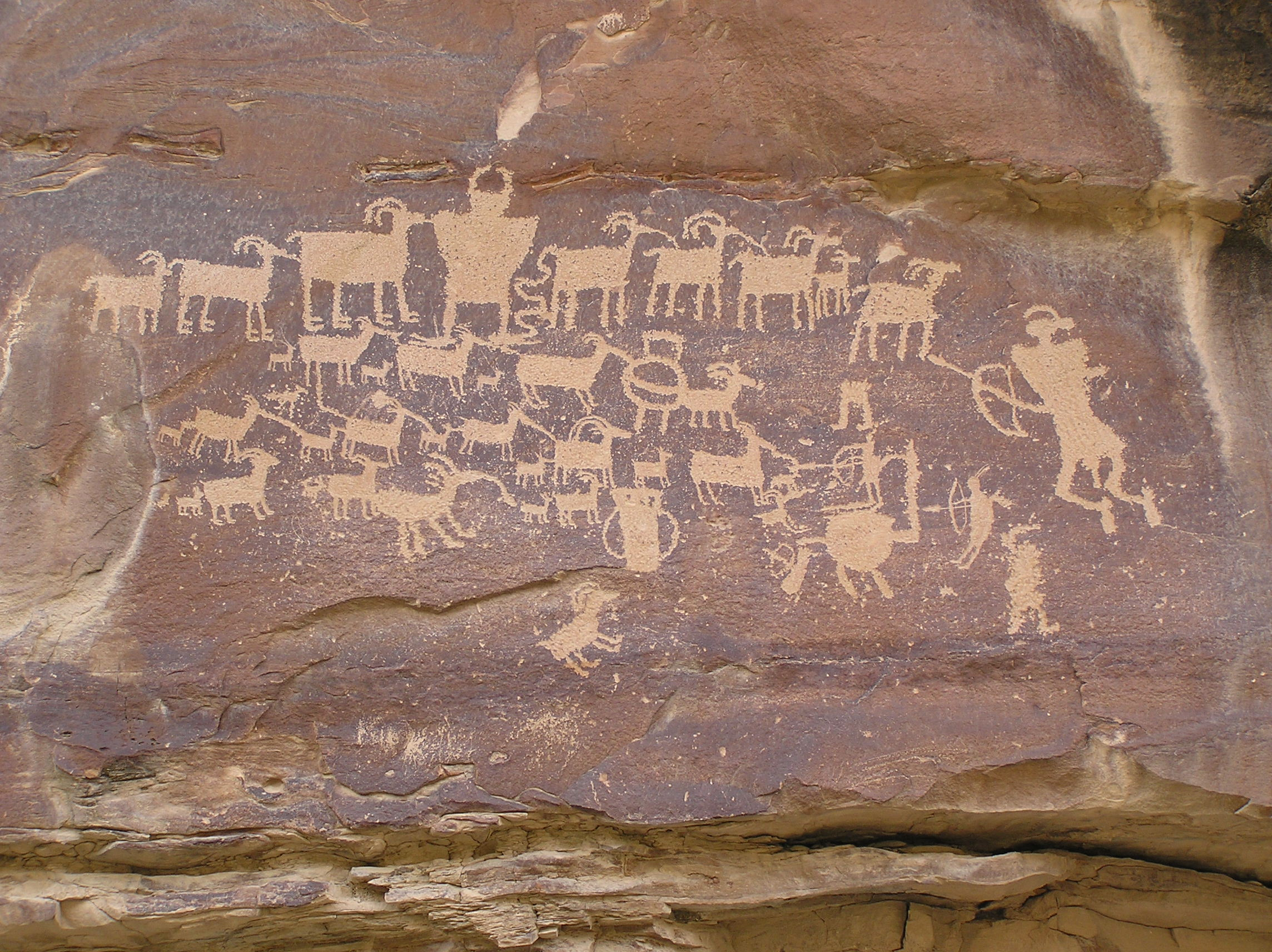
Incisione rupestre rappresentante una scena di caccia, Nine Mile Canyon (Utah)

La cultura di Fremont è una cultura precolombiana del Nord America, diffusa nella regione degli attuali stati di Utah, Idaho, Colorado e Nevada. Il nome deriva dal fiume Fremont, nello Utah, lungo la cui valle sono state rinvenute numerose testimonianze di questa civiltà.
Le popolazioni della cultura Fremont vissero tra il 700 e il 1300 d.C. e svilupparono una civiltà affine ma distinta da quella degli Anasazi, dei quali i Fremont furono contemporanei. Essi praticavano la caccia e la raccolta e una limitata agricoltura, coltivando mais e legumi. Vivevano in abitazioni parzialmente interrate con il tetto sostenuto da pali e ricoperto di arbusti, oppure in capanne o rifugi naturali sotto le rocce sporgenti dei canyon.
Le maggiori testimonianze di questa cultura si trovano nello Utah centromeridionale, nell'area del Clear Creek Canyon, e all'interno dei parchi nazionali di Zion e Arches. Numerose sono le pitture e le incisioni rupestri lasciate dai Fremont sulle rocce delle pareti dei canyon.